# EasyJet Europe
 (août 2020).
Si vous disposez d'ouvrages ou d'articles de référence ou si vous connaissez des sites web de qualité traitant du thème abordé ici, merci de compléter l'article en donnant les références utiles à sa vérifiabilité et en les liant à la section « Notes et références ».

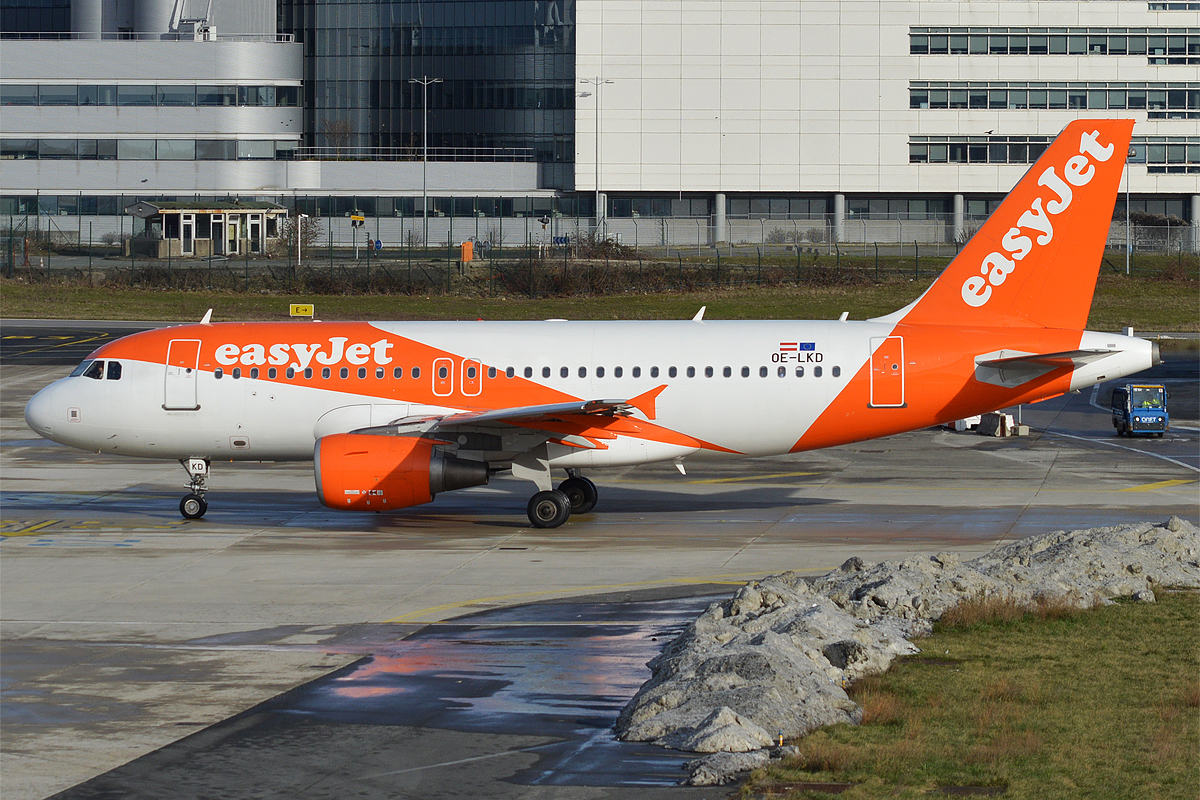
Un Airbus A319 d'EasyJet Europe, basé en Autriche

easyJet Europe est une compagnie aérienne à bas prix autrichienne. Elle est la filiale européenne de la compagnie aérienne à bas prix easyJet.

## Histoire
Sa création est annoncée le 18 juillet 2017 afin de pouvoir continuer à bénéficier du passeport européen malgré le Brexit. En effet, celui-ci ferait sortir le Royaume-Uni du ciel ouvert européen et easyJet étant une compagnie britannique celle-ci ne pourrait plus faire voler ses avions librement en Europe,.
Sa PDG, Carolyn McCall annonce lors d'une conférence téléphonique le 14 juillet 2017 et en même temps que la création de la filière européenne de son groupe que 100 avions seront enregistrés à Vienne. Les 140 avions de la compagnie restants seront toujours exploités depuis Luton près de Londres. Elle annonce aussi qu'aucun emploi ne sera transféré en Autriche: easyJet Europe s'appuiera sur ses quelque 4 000 emplois en Europe.  
Malgré la création de sa filiale européenne easyJet a assuré qu'il continuera à faire pression sur le gouvernement britannique afin que des négociations pour la conservation du ciel ouvert entre le Royaume-Uni et les pays européens.

## Flotte
Voici la flotte d'EasyJet Europe en décembre 2020 :
| Type d'appareil | En service | Commandes | Nombres de passagers | Remarques |
| --------------- | ---------- | --------- | -------------------- | --------- |
| Airbus A319     | 32         | —         | 156                  |           |
| Airbus A320     | 12         | —         | 180                  |           |
| Airbus A320     | 71         | —         | 186                  |           |
| Airbus A321neo  | 4          | —         | 235                  |           |
| Total           | 119        |           |                      |           |